# Pierre De Smet
Pour les articles homonymes, voir De Smet.
Pierre Henri De Smet, né le 22 juillet 1892 à Bruxelles et y décédé le 27 juin 1975 fut un homme politique catholique belge, membre du CVP.
De Smet fut ingénieur civil construction et professeur à l'Université catholique de Louvain dès 1919.
Il fut élu sénateur provincial de la province de Brabant (1936-1939 et 1946-1965), coopté sénateur (1939-1946). Il fut brièvement ministre des affaires économiques et des Classes moyennes (Gouvernement Janson,1938). Il fut membre de l'Assemblée commune de la CECA (1952-1957) et du Parlement européen (1958-1965).

## Généalogie
- Il est fils de Hippolyte et Marie Van Lier.
- Il épousa en 1925 Marthe van Hamme (1900-1941).

## Sources
- Bio sur ODIS